# گوستاو هاینمان
گوستاو والتر هاینمان (به آلمانی: Gustav Walter Heinemann) (زاده ۲۳ ژوئیه ۱۸۹۹ – درگذشته ۷ ژوئیه ۱۹۷۶)، سیاستمدار آلمانی بود.
او از ۱۹۴۶ تا ۱۹۴۹ شهردار اسن، از ۱۹۴۹ تا ۱۹۵۰ وزیر امور درونی آلمان، از سال ۱۹۶۶ تا ۱۹۶۹ وزیر دادگستری آلمان و از سال ۱۹۶۹ تا ۱۹۷۴ رئیس‌جمهور آلمان بود. گوستاو هاینمان در ۷ ژوئیه ۱۹۷۶ در سن ۷۶ سالگی درگذشت.